# Check Yo Self
Check yo self är en låt med Ice Cube och Das EFX från Ice Cubes album The Predator. Låten är en av de allra mest kända låtarna inom genren hiphop. 
Låten finns i två versioner. Den första har ett bluesigare och funkigare beat medan den andra samplar Grandmaster Flashs "The Message". Låten är skriven av Ice Cube. Låten förekommer även i tv-spelet GTA: San Andreas